# محمد اسفندیاری
محمّد اسفندیاری (زاده ۱۳۳۸، تهران) اسلام‌پژوه، تاریخ‌نگار، کتابشناس و سرپرست دانشنامهٔ امامت (موسوعة الامامة فی نصوص اهل السنة) است. وی در تهران و قم به فراگیری علوم حوزوی پرداخت و از استادانی چون آیات یحیی نوری، جوادی آملی، استادی، گرامی قمی، وجدانی فخر و محمدرضا حکیمی بهره برد. او عضو شورای عالی چندین نشریّه و نهاد و مشاور علمی برخی مؤسسه‌های علمی است. بعضی از کتابها و مقالاتش به عنوان آثار برگزیدهٔ کشوری، از جمله کتاب سال جمهوری اسلامی ایران، انتخاب شده‌است.
وی در سال ۱۳۷۶ به عنوان مؤلف و ویراستار نمونه، در سال ۱۳۸۳ به عنوان کتابشناس نمونه، در سال ۱۳۸۴ به عنوان حامی نسخه‌های خطّی، و در سال ۱۳۸۶ به عنوان پیشکسوت حوزهٔ نقد برگزیده شده‌است.شهرت او اما تا حدودی محصول ملاحظات انتقادی او نسبت به قرائت های جاری از دین و مناسک مذهبی در برنامه های رسمی شبکۀ چهار رسانۀ ملی است، برنامه هایی نظیر: شیوه، زاوبه و سوره.
بعضی از آثار او عبارتند از: کتاب‌پژوهی (نشر نی)، کتابشناسی تاریخی امام حسین، کتابشناسی توصیفی علی شریعتی، آسیب‌شناسی دینی (نشر کویر)، همهٔ ما برادریم (انتشارات نگاه معاصر)، پیک آفتاب (شرکت سهامی انتشار)، شعلهٔ بی‌قرار (نگاه معاصر)(گفته ها و ناگفته هایی درباره دکتر علی شریعتی )، حقیقت و مدارا (انتشارات نگاه معاصر) عاشوراشناسی (نشر نی)، و حقیقت عاشورا (نشر نی). انسانم آرزوست  (نگاه معاصر) (درنگی در کارنامه و اندیشه نامه آیت الله سید محمود طالقانی) راه خورشیدی (نگاه معاصر ) (اندیشه نامه و راه نامه علامه محمدرضا حکیمی)